# Lou Hudson
Louis Clyde Hudson (* 11. Juli 1944 in Greensboro, North Carolina; † 11. April 2014 in Atlanta, Georgia) war ein US-amerikanischer Basketballspieler. Er wurde 2022 in die Naismith Memorial Basketball Hall of Fame aufgenommen.

## Karriere
Nach drei Jahren an der University of Minnesota wurde Lou Hudson in der NBA-Draft 1966 an vierter Stelle von den St. Louis Hawks ausgewählt. Für das Franchise, das 1968 nach Atlanta umzog, spielte er die ersten elf Jahre seiner NBA-Karriere. Im ersten Jahr wurde er ins All-Rookie First Team gewählt. Von 1969 bis 1974 wurde er sechs Jahre in Folge zum All-Star Game eingeladen. 1972 wurde er zusätzlich ins All-NBA Second Team gewählt. In den ersten sieben Jahren bei den Hawks erreichte das Team in jedem Jahr die Playoffs, kam aber nie über die Division Finals hinaus. In den letzten vier Jahren wurden die Playoffs verpasst.
1977 wechselte er im Tausch gegen Ollie Johnson zu den Los Angeles Lakers. Für die Lakers spielte er weitere zwei Jahre. Im ersten Jahr scheiterte das Team in der ersten Runde der Playoffs, im zweiten Jahr wurde die zweite Runde erreicht.
Insgesamt absolvierte Hudson 890 Spiele in der NBA und erzielte dabei 17.940 Punkte.